# Dan Gauthier
Daniel Lester „Dan“ Gauthier (* 2. Dezember 1963 in Prineville, Oregon) ist ein US-amerikanischer Schauspieler. Bekanntheit erlangte er vor allem durch seine Rolle als Kevin Buchanan aus den US-Seifenopern Liebe, Lüge, Leidenschaft und All My Children für die er unter anderem für einen Daytime Emmy Award nominiert wurde.

## Leben und Karriere
Dan Gauthier stammt aus Prineville, im US-Bundesstaat Oregon. Seine Mutter, die eine lokale Theaterschauspielerin war, inspirierte ihn ebenfalls eine Schauspielkarriere einzuschlagen. Mit 18 Jahren zog er nach Kalifornien und studierte anschließend an der San Diego State University, die er mittels eines Sportstipendiums als Zehnkämpfer besuchen konnte. Nachdem er eine Zeitlang Modeljobs übernommen hatte, hatte er schließlich 1987 mit einer Gastrolle in der Sitcom Eine schrecklich nette Familie seinen ersten Auftritt vor der Kamera. 1989 erlangte er mit der Rolle des Brad Powell, dem Liebhaber der von Robyn Lively dargestellten Louise Miller, aus dem Film Teen Witch erstmals größere Aufmerksamkeit. 
Es folgte die Rolle des Lt. John McKay in der Serie NAM – Dienst in Vietnam, die er bis 1990 in über 30 Folgen spielte. Anschließend trat er in Fernsehserien wie Wer ist hier der Boss?, Alles Okay, Corky?, Palm Beach-Duo, Countdown X, Raumschiff Enterprise – Das nächste Jahrhundert oder Friends in Gastrollen auf. Zudem folgten in Courthouse, Ellen und Beverly Hills, 90210 wiederkehrende Rollen. 1998 war er als Jeff Baylor in Melrose Place zu sehen. Im Jahr 2002 war Gauthier erstmals in der Rolle des Kevin Buchanan in der Seifenoper Liebe, Lüge, Leidenschaft zu sehen, in welcher er bis 2010 zu sehen war. Diese Rolle verkörperte er auch in All My Children. Für diese Rolle wurde er unter anderem für die Fernsehpreise Daytime Emmy Award und den Soap Opera Digest Awards nominiert. 
Weitere Auftritte verbuchte Gauthier zudem in den Serien Martial Law – Der Karate-Cop, Jesse, Will & Grace, Charmed – Zauberhafte Hexen, Still Standing,Supernatural, Lost, Hot in Cleveland, The Mentalist, Faking It oder Criminal Minds.

## Privates
Am Set von Teen Witch lernte Gauthier die Schauspielerin Lisa Fuller kennen, die er 1990 heiratete. Sie sind Eltern eines Sohnes und leben in Los Angeles und New York City.

## Filmografie (Auswahl)
- 1987: Eine schrecklich nette Familie (Married ... with Children, Fernsehserie, 2 Episoden)
- 1987: 21 Jump Street – Tatort Klassenzimmer (21 Jump Street, Fernsehserie, Episode 2x10)
- 1988: Punky Brewster (Fernsehserie, Episode 4x02)
- 1989: Teen Witch (Teen Witch)
- 1989–1990: NAM – Dienst in Vietnam (Tour of Duty, Fernsehserie, 32 Episoden)
- 1991: Tigerjagd in Manhattan (N.Y.P.D. Mounted, Fernsehfilm)
- 1991: Wer ist hier der Boss? (Who's the Boss, Fernsehserie, Episode 8x04)
- 1991: Alles Okay, Corky? (Life Goes On, Fernsehserie, Episode 3x07)
- 1992: Palm Beach-Duo (Silk Stalkings, Fernsehserie, Episode 1x12)
- 1992: California Highschool – Heiße Ferien und Intrigen (Saved by the Bell: Hawaiian Style, Fernsehfilm)
- 1993: Schwiegersohn Junior (Son in Law)
- 1993: Ein Strauß Töchter (Sisters, Fernsehserie, 5 Episoden)
- 1994: Raumschiff Enterprise – Das nächste Jahrhundert (Star Trek: The Next Generation, Fernsehserie, Episode 7x15)
- 1995: Muscle (Fernsehserie, 13 Episoden)
- 1995: Excessive Force II: Force on Force
- 1995: Courthouse (Fernsehserie, 9 Episoden)
- 1996: Countdown X (The Cape, Fernsehserie, Episode 1x02)
- 1996: Sliders – Das Tor in eine fremde Dimension (Sliders, Fernsehserie, Episode 3x09)
- 1996–1997: Ellen (Fernsehserie, 7 Episoden)
- 1996–1997: Beverly Hills, 90210 (Fernsehserie, 7 Episoden)
- 1997: Friends (Fernsehserie, Episode 4x02)
- 1998: Melrose Place (Fernsehserie, 13 Episoden)
- 1998: Amor – Mitten ins Herz (Cupid, Fernsehserie, Episode 1x15)
- 1998: Martial Law – Der Karate-Cop (Martial Law, Fernsehserie, Episode 1x04)
- 1999: Rude Awakening (Fernsehserie, Episode 2x05)
- 2000: Jesse (Fernsehserie, Episode 2x11)
- 2000: Nash Bridges (Fernsehserie, Episode 5x14)
- 2001: Will & Grace (Fernsehserie, Episode 4x11)
- 2002: The Visitor (Groom Lake)
- 2002: Charmed – Zauberhafte Hexen (Charmed, Fernsehserie, Episode 5x01)
- 2002: Still Standing (Fernsehserie, Episode 1x03)
- 2002–2010: Liebe, Lüge, Leidenschaft (One Life to Live, Fernsehserie, 32 Episoden)
- 2003: Written in Blood
- 2004: Oliver Beene (Fernsehserie, Episode 2x10)
- 2004–2005: All My Children (Fernsehserie, 12 Episoden)
- 2005: Dating Games People Play
- 2006: Undone
- 2007: Supernatural (Fernsehserie, Episode 2x16)
- 2008: The New Adventures of Old Christine (Fernsehserie, Episode 4x06)
- 2009: Lost (Fernsehserie, Episode 5x09)
- 2009:  Forget Me Not – Vergessen ist tödlich (Forget Me Not)
- 2010: Make It or Break It (Fernsehserie, Episode 1x15)
- 2010: My Superhero Family (Fernsehserie, Episode 1x02)
- 2012: Hot in Cleveland (Fernsehserie, Episode 3x12)
- 2012: The Mentalist (Fernsehserie, Episode 5x09)
- 2012: Eine Elfe zu Weihnachten (Help for the Holidays, Fernsehfilm)
- 2012: The 404 (Fernsehfilm)
- 2014: BFFs
- 2014–2016: Faking It (Fernsehserie, 8 Episoden)
- 2016: Game Shakers (Fernsehserie, 2 Episoden)
- 2017: Millionen Momente voller Glück (A Million Happy Nows)
- 2018: Criminal Minds (Fernsehserie, Episode 14x05)
- 2019: The Marcus Garvey Story
- 2022: Navy CIS: L.A. (NCIS: Los Angeles, Fernsehserie, Episode 13x19)
- 2023: Class Mates